# Línea 96 (AMDET)
La línea 96 fue el servicio de trolebuses urbano ofrecido por el ente de transporte público de Montevideo, quien unía Ciudadela con el Cementerio del Norte.

## Historia
El servicio fue inaugurado el 14 de octubre de 1957 por la Administración Municipal de Transporte. Dejó de circular en noviembre de 1975, siendo sustituido por la actual línea 396 la cual comenzó a ser operada por autobuses de la cooperativa Unión Cooperativa Obrera del Transporte